# Hammaptera rosenbergi
Hammaptera rosenbergi är en fjärilsart som beskrevs av W. Warren 1900. Hammaptera rosenbergi ingår i släktet Hammaptera och familjen mätare. Inga underarter finns listade i Catalogue of Life.